# 11 Dywizja Piechoty (LWP)
11 Dywizja Piechoty (11 DP) – związek taktyczny piechoty ludowego Wojska Polskiego.

## Formowanie

### Na ziemi lubelskiej
11 Dywizja Piechoty była dwukrotnie formowana. Po raz pierwszy – w Krasnymstawie na podstawie rozkazu Naczelnego Dowódcy Wojska Polskiego nr 41 z 6 października 1944 z przeznaczeniem dla organizującej się 3 Armii Wojska Polskiego.
W jej skład wchodziły:
| dowództwo, sztab i kwatermistrzostwo,            |
| 20 pułk piechoty,                                |
| 22 pułk piechoty,                                |
| 24 pułk piechoty,                                |
| 42 pułk artylerii lekkiej,                       |
| 9 dywizjon artylerii samobieżnej,                |
| batalion szkolny,                                |
| 22 batalion saperów,                             |
| 13 samodzielny batalion medyczno-sanitarny,      |
| 11 kompania rozpoznawcza,                        |
| 17 kompania łączności,                           |
| 8 kompania chemiczna,                            |
| 16 samodzielna kompania transportu samochodowego |
| 11 szpital weterynaryjny,                        |
| 3066 stacja poczty polowej,                      |
| 1888 kasa banku polowego,                        |
| pododdziały specjalne i pomocnicze.              |

Rozkazem Naczelnego Dowódcy WP nr 59/org. z 19 listopada 1944, w związku z zaniechaniem organizowania 3 Armii WP, zaprzestano również formowania dywizji. Oddziały znajdujące się w trakcie formowania przekazano innym jednostkom, a uzbrojenie i sprzęt techniczny zwrócono do składnic 1 Frontu Białoruskiego.

### Na Ziemi Łódzkiej
Ponownie do formowania 11 Dywizji Piechoty przystąpiono wiosną 1945, w ramach realizacji planu rozbudowy wojska. Na podstawie rozkazu Naczelnego Dowódcy WP nr 58/org. z 15 marca 1945 rozpoczęto formowanie jednostek.
W jej skład wchodziły:
| Nazwa jednostki                                   | Miejsce formowania |
| ------------------------------------------------- | ------------------ |
| Dowództwo 11 Dywizji Piechoty                     | Łódź               |
| 38 pułk piechoty,                                 | Stoki              |
| 40 pułk piechoty,                                 | Łódź               |
| 42 pułk piechoty,                                 | Łódź               |
| 33 pułk artylerii lekkiej,                        | Konstantynów       |
| 14 dywizjon artylerii przeciwpancernej,           | Łódź               |
| 16 batalion saperów,                              | Łódź               |
| 8 samodzielny batalion sanitarny,                 | Łódź               |
| kompania szkolna,                                 | Łódź               |
| 11 kompania rozpoznawcza,                         | Łódź               |
| 34 kompania łączności,                            | Łódź               |
| kompania obrony przeciwchemicznej,                | Łódź               |
| 19 Samodzielna Samochodowa Kompania Podwozu       | Łódź               |
| ambulans weterynaryjny,                           | Łódź               |
| kompania przeciwlotniczych karabinów maszynowych, | Łódź               |
| stacja poczty polowej,                            | Łódź               |
| kasa banku polowego,                              | Łódź               |
| pododdziały specjalne i pomocnicze.               | Łódź               |

Formowanie dywizji trwało do 24 kwietnia 1945. W okresie formowania dywizja podlegała dowódcy Okręgu Wojskowego nr IV w Łodzi. 20 maja 1945, a więc już po zakończeniu wojny, dywizja opuściła rejony formowania. Udziału w walkach nie brała.

## Lata powojenne
Po wojnie oddziały dywizji zostały włączone w skład 2 Armii WP, pełniły służbę graniczną nad Nysą Łużycką, uczestniczyły w akcjach rolnych, organizowały akcję wysiedleńczą osób narodowości niemieckiej i akcję osadnictwa wojskowego. Saperzy uczestniczyli w rozminowywaniu kraju. Siedziba dowództwa i sztabu w 1945 znajdowała się najpierw w Sommerfeld, a następnie w Żarach.

### Przegrupowanie nad granicę zachodnią
Pod koniec maja 1945 dywizja marszem pieszym przegrupowała się na granicę zachodnią. Marszruta wiodła przez Łódź, Kalisz, Jarocin, Kościan, Wolsztyn, Świebodzin, Słubice, Frankfurt nad Odrą. Jednostki artyleryjskie, 33 pal i 14 dappanc oraz kompania karabinów maszynowych plot, trasę do nowego miejsca stacjonowania odbyły transportem kolejowym po trasie: Konstantynów – Gubin. Na miejsce postoju sztabu dywizji wyznaczono Lubsko. 12 czerwca 1945 dywizja zluzowała oddziały 8 Dywizji Piechoty i zajęła strefę pograniczną wzdłuż wschodniego brzegu Nysy Łużyckiej na linii miejscowości: Ratzdorf – Gubin – Forst – Klein – Bademeusel – Badmuskau z zadaniem ochrony nowo wytyczonej polskiej granicy zachodniej.
Do służby granicznej przystąpiły w następującym ugrupowaniu:
- Sztab dywizji i jednostki dywizyjne rozmieszczone w Lubsku.
- 38 pułk piechoty – od ujścia Nysy do Odry do Polanowic – (sztab w Komorowie)
- 40 pułk piechoty – od Sadzarzewic do Zasiek – (sztab w Brodach)
- 42 pułk piechoty – od Zasiek do Mużakowa – (sztab w Tuplicach)
- 33 pułk artylerii lekkiej i 14 dywizjon artylerii przeciwpancernej zakwaterowane były w Komorowie (Gubinie).

### Demobilizacja
Zgodnie z rozkazem organizacyjnym Naczelnego Dowództwa Wojska Polskiego nr 0305/Org. z 10 listopada 1945 dywizja przeszła na etaty pokojowe. Zgodnie zaś z Rozkazem Dowódcy 11 DP nr 119 z 9 listopada 1945 w jednostkach dywizji przeprowadzono demobilizację. Zgodnie z Rozkazem NDWP nr 046 z 27 lutego 1946, przeprowadzono ponowną zmianę etatu. Dywizja liczyła wtedy ok. 4 000 żołnierzy. W październiku 1946 dywizję zaliczono do kategorii „C” i ponownie zmniejszono jej składy osobowe. Jedynie 42 pp, zaszeregowany został do kategorii „B” ( pułk ten brał udział w walkach z UPA w ramach Grupy Operacyjnej Wisła).

### Skład i rozmieszczenie (1948)
| Nazwa jednostki                        | Miejsce stacjonowania |
| -------------------------------------- | --------------------- |
| dowództwo                              | Żary                  |
| 38 pułk piechoty                       | Kożuchów              |
| 40 pułk piechoty                       | Bolesławiec           |
| 42 pułk piechoty                       | Żary                  |
| 33 pułk artylerii lekkiej              | Żary                  |
| 14 dywizjon artylerii przeciwpancernej | Żary                  |
| 16 batalion saperów                    | Żary                  |

## Żołnierze dywizji
Dowódcy dywizji :
- 20 kwietnia 1945 – 10 sierpnia 1946 – płk Andrzej Czartoryski
- 27 listopada 1946–maj 1947 – gen. bryg. Stanisław Daniluk-Daniłowski
- maj 1947 – 10 listopada 1947 – płk Zygmunt Bobrowski
- 1947-1948 – płk Zygmunt Huszcza
- 1948-1950 – płk Józef Sielecki

## Przeformowanie
W marcu 1949 na bazie 11 Dywizji Piechoty, 6 pułku czołgów i 25 pułku artylerii pancernej utworzono 11 Zmotoryzowaną Dywizję Piechoty. Dywizja weszła w skład 2 Korpusu Pancernego
Dywizja przechodziła jeszcze wiele reorganizacji i przedyslokowań. Jej aktualna nazwa to: 11 Lubuska Dywizja Kawalerii Pancernej im. Króla Jana III Sobieskiego